# Lista de singles número um na Portugal Songs em 2022
Esta é uma lista dos singles que alcançaram a primeira posição da Portugal Songs em 2022. A Portugal Songs é uma tabela musical de Portugal, publicada semanalmente pela revista norte-americana Billboard. Os dados usados para cada publicação são recolhidos pelo serviço Luminate Data com base em downloads digitais e streaming nos serviços online.

## Histórico

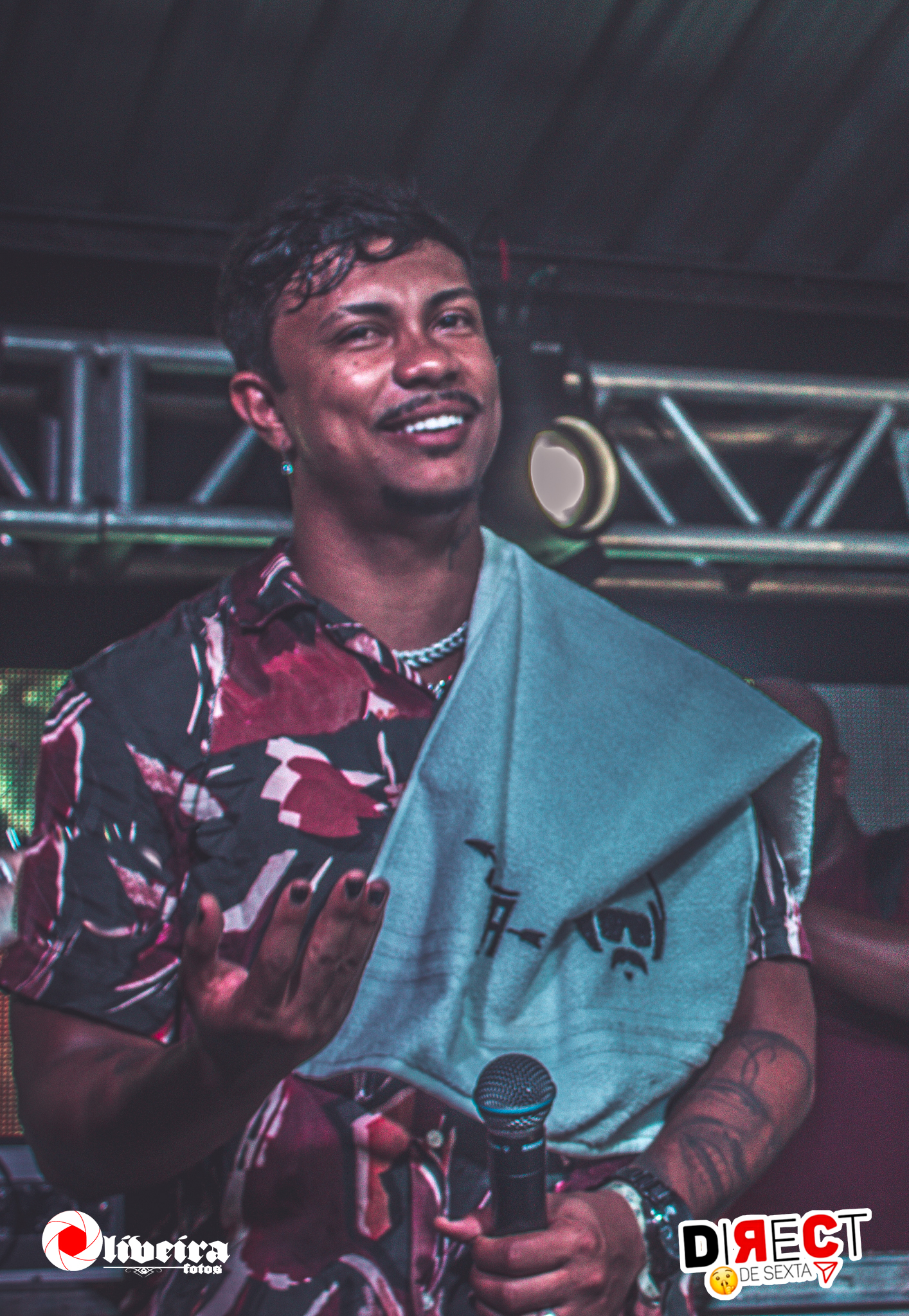
Xamã foi o primeiro artista a alcançar o topo da Portugal Songs com "Malvadão 3", que liderou a parada por duas semanas consecutivas.

| Semana          | Canção                         | Artista(s)                            | Ref.   |
| --------------- | ------------------------------ | ------------------------------------- | ------ |
| 19 de fevereiro | "Malvadão 3"                   | Xamã, Neo Beats e Gustah              | [ 1 ]  |
| 26 de fevereiro | "Malvadão 3"                   | Xamã, Neo Beats e Gustah              | [ 2 ]  |
| 5 de março      | "Dançarina"                    | Pedro Sampaio e MC Pedrinho           | [ 3 ]  |
| 12 de março     | "Dançarina"                    | Pedro Sampaio e MC Pedrinho           | [ 4 ]  |
| 19 de março     | "Dançarina"                    | Pedro Sampaio e MC Pedrinho           | [ 5 ]  |
| 26 de março     | "Dançarina"                    | Pedro Sampaio e MC Pedrinho           | [ 6 ]  |
| 2 de abril      | "Dançarina"                    | Pedro Sampaio e MC Pedrinho           | [ 7 ]  |
| 9 de abril      | "Dançarina"                    | Pedro Sampaio e MC Pedrinho           | [ 8 ]  |
| 16 de abril     | "As It Was"                    | Harry Styles                          | [ 9 ]  |
| 23 de abril     | "Dançarina"                    | Pedro Sampaio e MC Pedrinho           | [ 10 ] |
| 30 de abril     | "Dançarina"                    | Pedro Sampaio e MC Pedrinho           | [ 11 ] |
| 7 de maio       | "Dançarina"                    | Pedro Sampaio e MC Pedrinho           | [ 12 ] |
| 14 de maio      | "Dançarina"                    | Pedro Sampaio e MC Pedrinho           | [ 13 ] |
| 21 de maio      | "Dançarina"                    | Pedro Sampaio e MC Pedrinho           | [ 14 ] |
| 28 de maio      | "Dançarina"                    | Pedro Sampaio e MC Pedrinho           | [ 15 ] |
| 4 de junho      | "As It Was"                    | Harry Styles                          | [ 16 ] |
| 11 de junho     | "Acorda Pedrinho"              | Jovem Dionisio                        | [ 17 ] |
| 18 de junho     | "Acorda Pedrinho"              | Jovem Dionisio                        | [ 18 ] |
| 25 de junho     | "Acorda Pedrinho"              | Jovem Dionisio                        | [ 19 ] |
| 2 de julho      | "Acorda Pedrinho"              | Jovem Dionisio                        | [ 20 ] |
| 9 de julho      | "Dançarina"                    | Pedro Sampaio e MC Pedrinho           | [ 21 ] |
| 16 de julho     | "Dançarina"                    | Pedro Sampaio e MC Pedrinho           | [ 22 ] |
| 23 de julho     | "Dançarina"                    | Pedro Sampaio e MC Pedrinho           | [ 23 ] |
| 30 de julho     | "Dançarina"                    | Pedro Sampaio e MC Pedrinho           | [ 24 ] |
| 6 de agosto     | "Dançarina"                    | Pedro Sampaio e MC Pedrinho           | [ 25 ] |
| 13 de agosto    | "Dançarina"                    | Pedro Sampaio e MC Pedrinho           | [ 26 ] |
| 20 de agosto    | "Dançarina"                    | Pedro Sampaio e MC Pedrinho           | [ 27 ] |
| 27 de agosto    | "Dançarina"                    | Pedro Sampaio e MC Pedrinho           | [ 28 ] |
| 3 de setembro   | "Dançarina"                    | Pedro Sampaio e MC Pedrinho           | [ 29 ] |
| 10 de setembro  | "Dançarina"                    | Pedro Sampaio e MC Pedrinho           | [ 30 ] |
| 17 de setembro  | "Ai Preto"                     | L7nnon, Biel do Furduncinho e Bianca  | [ 31 ] |
| 24 de setembro  | "Como Tu"                      | Bárbara Bandeira com part. de Ivandro | [ 32 ] |
| 1 de outubro    | "Como Tu"                      | Bárbara Bandeira com part. de Ivandro | [ 33 ] |
| 8 de outubro    | "Como Tu"                      | Bárbara Bandeira com part. de Ivandro | [ 34 ] |
| 15 de outubro   | "Como Tu"                      | Bárbara Bandeira com part. de Ivandro | [ 35 ] |
| 22 de outubro   | "Como Tu"                      | Bárbara Bandeira com part. de Ivandro | [ 36 ] |
| 29 de outubro   | "Como Tu"                      | Bárbara Bandeira com part. de Ivandro | [ 37 ] |
| 5 de novembro   | "Anti-Hero"                    | Taylor Swift                          | [ 38 ] |
| 12 de novembro  | "Bzrp Music Sessions, Vol. 52" | Bizarrap e Quevedo                    | [ 39 ] |
| 19 de novembro  | "Bzrp Music Sessions, Vol. 52" | Bizarrap e Quevedo                    | [ 40 ] |
| 26 de novembro  | "Bzrp Music Sessions, Vol. 52" | Bizarrap e Quevedo                    | [ 41 ] |
| 3 de dezembro   | "Bzrp Music Sessions, Vol. 52" | Bizarrap e Quevedo                    | [ 42 ] |
| 10 de dezembro  | "Evoque Prata"                 | MC Menor HR, MC Menor SG e Dj Escobar | [ 43 ] |
| 17 de dezembro  | "Evoque Prata"                 | MC Menor HR, MC Menor SG e Dj Escobar | [ 44 ] |
| 24 de dezembro  | "Evoque Prata"                 | MC Menor HR, MC Menor SG e Dj Escobar | [ 45 ] |
| 31 de dezembro  | "Let Go"                       | Central Cee                           | [ 46 ] |